# خط المحاكم

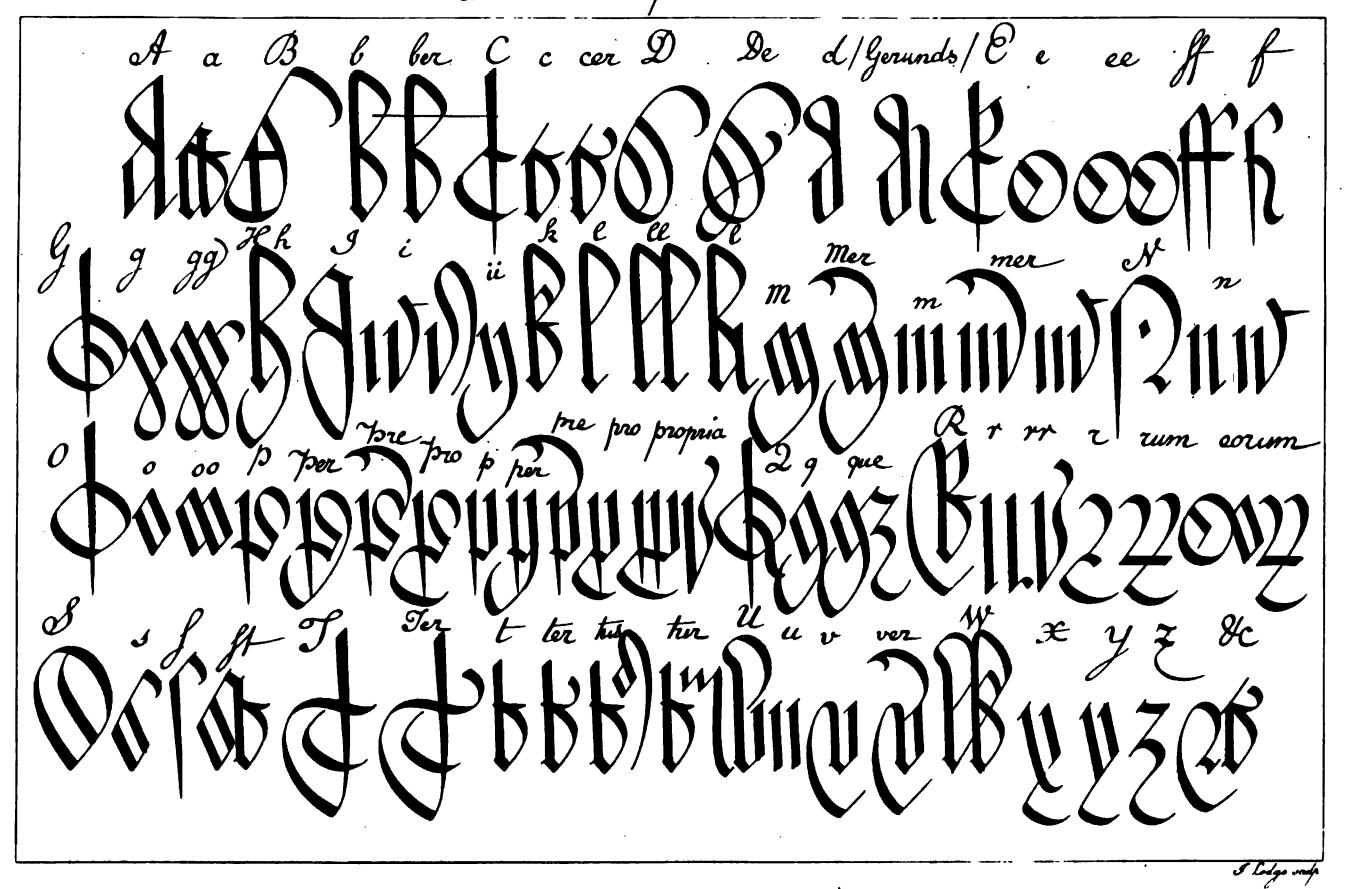
خط المحاكم: الأبجدية (الأخرف الكبيرة والصغيرة) وبعض اختصارات المقاطع

خط المحاكم أسلوب كتابة يدوية كتب به في محاكم القانون الإنجليزية في العصور الوسطى ولاحقًا من قبل المتخصصين مثل المحامين والموظفين.